# Памятник Михаилу Щепкину (Белгород)
Памятник Михаилу Щепкину — памятник в Белгороде, посвящённый русскому актёру, основоположнику реализма в русском сценическом искусстве Михаилу Семеновичу Щепкину, уроженцу Белгородчины. 
Памятник выполнен из бронзы и расположен на постаменте из розового полированного гранита с мемориальной табличкой. Актёр изображён сидящим в кресле и опирающимся на трость. Архитектор Станислав Михалёв, скульпторы — Анатолий Шишков и Вячеслав Клыков.
Первоначально был установлен в 1988 году недалеко от Смоленского собора в честь 200-летия со дня рождения актёра. Через десять лет, в 1998 году был перенесен на Площадь Революции (ныне Соборная площадь) города Белгорода, возле Драматического театра, носящего его имя.
Первый памятник М. С. Щепкину был установлен в Судже в 1895 году (бюст).